# Hana Mašková
Hana Mašková (ur. 26 września 1949 w Pradze, zm. 31 marca 1972 w Vouvray) – czeska łyżwiarka figurowa reprezentująca Czechosłowację, startująca w konkurencji solistek. Brązowa medalistka olimpijska z Grenoble (1968) i uczestniczka igrzysk olimpijskich (1964), dwukrotna brązowa medalistka mistrzostw świata (1967, 1968), mistrzyni (1968) i dwukrotna wicemistrzyni Europy (1967, 1969), 5-krotna mistrzyni Czechosłowacji (1965–1969).
Zginęła w wypadku samochodowym w wiosce Vouvray w drodze z Tours do Poitiers. Mašková kierując pod wpływem alkoholu straciła kontrolę nad autem i uderzyła w samochód wojskowy. Zginęła na miejscu w wieku 22 lat.

## Osiągnięcia
| Zawody                     | 62–63          | 63–64          | 64–65          | 65–66          | 66–67          | 67–68          | 68–69          |                |                |                |                |                |                |                |                |                |                |
| Międzynarodowe             | Międzynarodowe | Międzynarodowe | Międzynarodowe | Międzynarodowe | Międzynarodowe | Międzynarodowe | Międzynarodowe | Międzynarodowe | Międzynarodowe | Międzynarodowe | Międzynarodowe | Międzynarodowe | Międzynarodowe | Międzynarodowe | Międzynarodowe | Międzynarodowe | Międzynarodowe |
| -------------------------- | -------------- | -------------- | -------------- | -------------- | -------------- | -------------- | -------------- | -------------- | -------------- | -------------- | -------------- | -------------- | -------------- | -------------- | -------------- | -------------- | -------------- |
| Igrzyska olimpijskie       |                | 15             |                |                |                | 3              |                |                |                |                |                |                |                |                |                |                |                |
| Mistrzostwa świata         |                | 16             | 13             | 6              | 3              | 3              | WD             |                |                |                |                |                |                |                |                |                |                |
| Mistrzostwa Europy         | 15             |                | 7              | 4              | 2              | 1              | 2              |                |                |                |                |                |                |                |                |                |                |
| Prague Skate               |                |                | 4              | 1              | 1              | 1              |                |                |                |                |                |                |                |                |                |                |                |
| Krajowe                    |                |                |                |                |                |                |                |                |                |                |                |                |                |                |                |                |                |
| Mistrzostwa Czechosłowacji |                |                | 1              | 1              | 1              | 1              | 1              |                |                |                |                |                |                |                |                |                |                |